# Vấn đề biên giới Việt-Trung thời Lý
Vấn đề biên giới Việt-Trung thời Lý phản ánh những hoạt động quân sự - ngoại giao giữa nhà Lý của Việt Nam với triều đại nhà Tống của Trung Quốc xung quanh vấn đề biên giới phía bắc Đại Việt từ năm 1009 đến năm 1225.
Giai đoạn vấn đề biên giới nổi cộm và gây xáo trộn nhiều nhất nhất giữa nhà Lý và nhà Tống là thời gian trước và sau cuộc chiến tranh 1075-1077.

## Địa giới hai nước thời Lý-Tống
Biên giới nhà Tống giáp với Đại Việt đương thời gồm có các đất sau:
1. Khâm châu, giáp với châu Vĩnh An (tên cũ là Triều Dương), tức là vùng Hải Phòng hiện nay
2. Một con sông, tức sông Kỳ Cùng hiện nay, ở về phía tây khu giáp ranh trên
3. Trại Thiên Long giáp với Khâm châu và giáp với phía tây châu Vĩnh An của Đại Việt
4. Trại Cổ Vạn gồm đất Tư Lăng, giáp châu Tô Mậu của Đại Việt
5. Trại Vĩnh Bình gồm đất các châu Tư Minh, Bằng Tường, một phần Tư Lăng ở bắc ngạn sông Ô Bi (tức sông Kỳ Cùng thuộc Lạng Sơn). Trại này giáp với 6 châu của Đại Việt: Tô Mậu (vùng Na Dương, Đình Lập, An châu), Quang Lang (Ôn Châu hiện nay), Văn (nam châu Văn Uyên và châu Văn Quan), châu Lạng.
6. Trại Thái Bình, địa phận rộng, gồm có châu An Bình, châu Đống, châu Long, đều ở phía đông các châu của Đại Việt là Thất Nguyên, Môn (Đông Khê), Tư Lang, Quảng Uyên (Quảng Nguyên)
7. Trại Hoành Sơn là vùng biên giới Cao Bằng hiện nay, có các động giáp châu Quảng Nguyên của Đại Việt là Hạ Lôi, Ôn Nhuận

Theo nhận định của Hoàng Xuân Hãn, chỉ có chừng 1/4 biên giới ở phía đông Việt-Tống đương thời là định rõ, nghĩa là cả 2 bên Tống và Việt đều tiếp xúc thực sự; còn về phía tây đều thuộc những bộ lạc độc lập, ai mạnh thì cai quản họ. Theo cách xác định vùng biên như vậy, Hoàng Xuân Hãn cho rằng, Ung châu của nhà Tống nằm giữa vùng bao bọc của các châu thuộc Đại Việt, nên quân Đại Việt tiến sang không mấy khó khăn.

## Các tộc vùng biên
Các châu vùng phía bắc và đông bắc biên giới Việt-Trung thời Lý vốn là các châu ki mi thời thuộc Đường. Họ là hậu duệ của người Tây Âu. Thành phần dân cư chủ yếu ở khu vực này không phải người Hán hay người Việt mà là những tộc người thiểu số. Cả hai triều đình Lý-Tống đều gọi họ là dân Man. Các sách Lĩnh Ngoại đại đáp của Chu Khứ Phi và Quế hải ngu hành chí của Phạm Thành Đại đời Tống chép rằng các tộc sống ở khu vực này là người Man, Lão, Dao, Đãn. 
Sau khi đế chế nhà Đường sụp đổ, Trung Quốc bị chia cắt khá dài, phía Việt Nam cũng trong thời kỳ phục quốc và ổn định nội chính. Vì vậy các tù trưởng đứng đầu các cộng động cư dân tại vùng biên có điều kiện vươn lên trở thành các lực lượng chính trị, quân sự độc lập và khá hùng mạnh, chưa hẳn thuộc về nhà Lý hay nhà Tống:
1. Các châu Yên Bình, Vũ Lặc, Tư Lăng, Thất Nguyên ở khu vực Tả Giang (Trung Quốc) và Quảng Nguyên (Cao Bằng) do họ Nùng quản lý;
2. Các châu An Đức, Quy Lạc, Lộ Thành, Điền Châu thuộc Hữu Giang (Trung Quốc), động Như Tích và châu Vĩnh An (nay thuộc Quảng Ninh) do họ Hoàng kiểm soát.
3. Vùng Tư Lang, Lộc Châu, Tây Bình bên đất Tống và châu Tô Mậu thuộc Đại Việt do họ Vi kiểm soát.
4. Châu Vị Long (thuộc Tuyên Quang hiện nay) do họ Hà (vốn phát nguyên từ Ung châu) kiểm soát.
5. Vùng Lạng châu (nay thuộc Lạng Sơn, Bắc Giang) do họ Thân (vốn mang họ Giáp) kiểm soát.

Sự phân biệt theo địa danh như trên không tuyệt đối chính xác mà trên thực tế, các họ ở lẫn với nhau.  Sách Lĩnh Ngoại đại đáp của Chu Khứ Phi mô tả những người thiểu số vùng biên viễn hai nước Tống-Việt đều thiện chiến, thích dùng vũ khí, giỏi cưỡi ngựa.

## Tình hình biên giới trước chiến tranh 1075-1077

### Giữa nhà Lý và các thủ lĩnh vùng biên
Khi nhà Tống thành lập, các quan lại coi Ung châu và Quế châu tìm cách thu phục các tù trưởng này, và có một số các tù trưởng ở gần đồn binh nhà Tống quy phục; còn số khác giữ độc lập hoặc theo nhà Lý. Vì nước Đại Việt nhỏ, sự tiếp cận của triều đình nhà Lý với các tù trưởng này dễ dàng hơn.
Sự tồn tại và phát triển của các tù trưởng địa phương độc lập tại vùng biên là khó chấp nhận đối với nhà Lý bởi các lý do:
1. Các tù trường này không ít lần gây ra chiến tranh, xung đột với các tộc xung quanh, cướp phá lẫn nhau. Điều này từng xảy ra nhiều lần thời thuộc Đường và tới thời Lý vẫn tiếp diễn
2. Họ gây chiến với cả triều đình trung ương khi đủ lớn mạnh. Trong Đại Việt sử ký toàn thư ghi lại, chỉ trong hơn 40 năm từ thời Lý Thái Tổ tới thời Lý Thái Tông đã có ít nhất 20 cuộc nổi dậy của lực lượng này.

Kế tục nhà Tiền Lê, Lý Thái Tổ, sau những lần thân chinh và sai các hoàng tử đi chinh phạt các tù trưởng địa phương, đã nhận ra cách phân phong cho các hoàng tử về địa phương (như nhà Tiền Lê) hay đi đánh dẹp bạo loạn không phải là biện pháp hữu hiệu để củng cố quyền lực, tiêu trừ các lực lượng chống đối ở xa. Ông quyết định dùng chính sách “nhu viễn” (mềm dẻo với phương xa), và sau đó các vua Lý kế tục vẫn thực hiện:
1. Lôi kéo các tù trưởng miền núi tham gia bộ máy chính quyền. Họ được trao chức vị, bổng lộc ưu đãi đặc biệt
2. Dùng quan hệ hôn nhân để kết thân với các tù trưởng. Nhà Lý có chính sách gả công chúa cho các châu mục (chức quan đứng đầu các châu): công chúa Bình Dương được gả cho Châu mục châu Lạng là Thân Thiệu Thái, công chúa Kim Thành (hay Khánh Thành) gả cho châu mục châu Phong là Lê Tông Thuận, công chúa Trường Ninh gả cho châu mục châu Thượng Oai là Hà Thiệu Lãm, công chúa Ngọc Kiều được gả về châu Chân Đăng cho châu mục họ Lê, công chúa Thiên Thành cho Thân Đạo Nguyên (con trai công chúa Bình Dương và Thân Thiệu Thái), công chúa Khâm Thánh cho châu mục châu Vị Long là Hà Di Khánh, công chúa Diên Bình cho Thủ lĩnh Phú Lương là Dương Tự Minh... Họ Giáp có tới 3 đời làm phò mã triều Lý, đổi sang họ Thân.

Ngoài hình thức bang giao bằng các đoàn sứ bộ sang tận kinh đô của nhau, hai nước Đại Việt và Tống có thỏa thuận cho phép giao dịch hai bên tại vùng biên. Vì lo ngại những người giả mạo vào buôn bán để do thám, hai nhà Lý và Tống thống nhất với nhau cho thương nhân hai bên qua lại, nhưng chỉ ở những địa điểm được chỉ định, gọi là Bạc dịch trường (chợ quốc tế) tại trại Vĩnh Bình, châu Tô Mậu, châu Quảng Nguyên….
Dù đã dùng chính sách kết thân và phủ dụ, vẫn có không ít trường hợp nhà Lý phải dùng đến vũ lực để dẹp yên vùng biên. Vua Lý thường sai các hoàng tử, tướng lĩnh trong triều và thậm chí tự mình nhiều lần thân chinh cầm quân đi đánh dẹp các thủ lĩnh địa phương. Điển hình trong chính sách kết hợp vừa đánh dẹp vừa phủ dụ của nhà Lý là trường hợp cha con Nùng Tồn Phúc – Nùng Trí Cao. Sau khi 2 lần đánh bại cha con họ Nùng, vua Lý Thái Tông lại tha tội cho Nùng Trí Cao, phong chức và cấp đất cho Trí Cao cai quản vùng biên Quảng Nguyên. Trái ngược với quan điểm Nho giáo của Lê Văn Hưu thời Trần cho rằng vua Lý tha Trí Cao là “nhu nhược, bị đạo Phật mê hoặc”, sử gia hiện đại Hoàng Xuân Hãn cho rằng Lê Văn Hưu đã không hiểu hết thâm ý của Lý Thái Tông. Dụng ý của Lý Thái Tông, và sau này Lý Thánh Tông kế tục vẫn thi hành, là triệt để lôi kéo các thủ lĩnh vùng biên cương tự trị giữa Lý và Tống – những người vốn độc lập và không lệ thuộc ai – mà triều đình trung ương Bắc Tống ở quá xa, ít có điêu kiện vươn tới. Việc lôi kéo được các thủ lĩnh vùng này về theo triều đình sẽ giúp nhà Lý mở rộng cương thổ phía bắc; các thủ lĩnh thần phục kéo theo sự quy phục của dân bản địa và có đất đai vùng đó, khi nhà Tống biết ra thì thường đã chậm. Cách làm của nhà Lý là “làm trước cãi sau”. Riêng với trường hợp Nùng Trí Cao, Lê Văn Siêu còn có quan điểm đi xa hơn khi ông cho rằng Lý Thái Tông bỏ qua nhiều lỗi cho Nùng Trí Cao, lại còn trọng đãi là mục đích khiến Trí Cao cảm phục, không quấy vùng biên Đại Việt nữa mà quay sang phía bắc đánh vào lãnh thổ Tống.
Những vùng nhiều biến cố nhất đương thời là Tuyên Quang, Bắc Kạn, Cao Bằng. Bằng sự kết hợp giữa đức và uy, nhà Lý mở rộng cương thổ lên phía bắc, sang phía Tả Giang và Hữu Giang.

### Thời kỳ đầu
Sau khi thiết lập quan hệ ngoại giao bằng sứ bộ, cả nhà Tống và nhà Lý đều sợ người ngoài vào giả mạo buôn bán để do thám, nên chỉ cho người của hai bên sang giao dịch tụ họp với nhau tại những nơi nhất định gọi là Bạc dịch trường. Tại châu Vĩnh Bình, trại Cổ Vạn, châu Tô Mậu, trại Hoành Sơn, châu Khâm, châu Vĩnh An… đều có ghi nhận sự xuất hiện của các bạc dịch trường.
Năm 1022, các dân Đại Nguyên Lịch thuộc châu Khâm và trại Như Hồng tới quấy rối trấn Triều Dương. Lý Thái Tổ sai Dực Thánh vương. Dực Thánh vương mang quân tiến sâu vào đốt phá trại Như Hồng bên đất Tống rồi mới trở về.
Năm 1028, nhân chúa châu Thất Khê (Thất Nguyên) là Lý Tự chết, phò mã Thân Thừa Quý mang quân tiến vào đất Tống, bắt dân Tống mang về. Viên quan coi Ung châu của nhà Tống bàn giảng hòa, Lý Thái Tổ chấp thuận.
Năm 1034, dân Đại Cồ Việt là Trần Công Vinh chống lại nhà Lý, mang 600 người chạy vào đất Tống. Lý Thái Tông sai hơn 1000 quân đuổi bắt. Tống Nhân Tông không muốn gây hấn với Đại Việt, sai đưa 600 người của Công Vinh trả lại cho Đại Việt, nhưng dặn không làm hại họ.
Năm 1036, dân vùng biên bên Tống thuộc các châu Lạng, Môn, Tô Mậu, Quảng Nguyên, động Đại Phát, châu Đô Kim, Thường Tân, Bình Nguyên nổi lên chống lại vua Tống, đánh sang châu Tây Bình, Tư Lăng, Thạch Tây thuộc Ung châu, cướp phá rồi rút lui. Cùng lúc, dân động Giáp bên Đại Cồ Việt (thuộc quyền họ Thân làm phò mã nhà Lý) cũng kéo sang cướp phá châu Tư Lăng và động Bằng Tường của Tống, giết tướng giữ trấn Đăng Uyển của nhà Tống. Tống Nhân Tông cũng bàn giảng hòa với phía Đại Việt.
Năm 1050, tướng giữ Ung châu nhà Tống dụ được các tù trưởng Vi Thiệu Tự, Vi Thiệu Khâm cùng 3000 dân ở châu Tô Mậu. Lý Thái Tông đòi lại. Tống Nhân Tông trả lại và dặn nên quản lý tốt dân vùng biên không nên để phạm lẫn nhau.

#### Vụ Nùng Trí Cao
Trong vụ bạo loạn của Nùng Trí Cao tại vùng biên Đại Cồ Việt và Tống, cả 2 nước cùng bị tác động. Lý Thái Tông sau 2 lần ra tay đánh dẹp đã dùng biện pháp trọng đãi để thu phục họ Nùng. Nùng Trí Cao sau đó quay sang đánh vào đất Tống, làm vùng biên phía nam nhà Tống bị rối loạn suốt 8 châu trong 4 năm. Khi quân Tống có vẻ núng thế trước họ Nùng, Lý Thái Tông từng tỏ ý
xin mang quân phối hợp đánh Nùng Trí Cao. Khi quân Đại Cồ Việt sắp vào biên giới, tướng nhà Tống là Địch Thanh can Tống Nhân Tông không nên để quân Đại Cồ Việt vào, vua Tống nghe lời bèn sai các tướng Dư Tĩnh và Tôn Miện đi đánh dẹp Nùng Trí Cao và sai sứ nói với Lý Thái Tông rằng không cần quân Lý giúp. Cuối năm 1053, Nùng Trí Cao yếu thế trước quân Tống, sai thủ hạ là Lương Châu đến cầu cứu Đại Cồ Việt. Lý Thái Tông sai chỉ huy sứ Vũ Nhị đi tiếp ứng cho Trí Cao. Nhưng quân Lý chưa tới nơi thì Trí Cao lại bị Địch Thanh đánh bại, phải chạy trốn sang nước Đại Lý rồi sau đó bị giết. Quân Lý rút về.
Cuối cùng danh tướng Địch Thanh đánh bại được Trí Cao. Con Nùng Trí Cao là Nùng Tiến Hội và cháu là Nùng Tiến An đầu hàng nhà Tống. Cũng từ sau cuộc nổi dậy của Trí Cao, nhà Tống bắt đầu quan tâm hơn tới vùng biên phía nam, cắt quan canh phòng cẩn mật và có ý dòm ngó Đại Cồ Việt.
Việc chú trọng phát triển lên phía bắc của nhà Lý đã đạt kết quả. Trên danh nghĩa, vua Tống coi châu Quảng Nguyên thuộc Ung châu của mình, nhưng trên thực tế châu này đã theo nhà Lý. Nhà Tống dùng Tiêu Chú làm người trấn giữ biên cương phía nam, Tiêu Chú có chủ trương đánh Đại Việt nên rất quan tâm chuẩn bị binh mã lương thảo.

#### Vùng Lạng Sơn
Năm 1057, Lý Thánh Tông sai sứ sang cống thú lạ cho nhà Tống, bảo là con lân. Vua Tống nghe lời Tư Mã Quang (sợ không chắc là con lân thì các nước khác chê cười), liền thưởng cho sứ Đại Việt rồi sai mang con thú về. Sang đầu năm sau, tướng Tống là Tiêu Chú cũng mang quân đi tuần, diễu qua các khê động vùng biên. Tống Nhân Tông phải hạ chiếu ngăn cấm kẻo gây hấn. Nhưng Lý Thánh Tông vẫn giận nhà Tống, cho là phản phúc, năm 1059 bèn mang quân đánh vào đất Tống. Đại Việt sử ký toàn thư chỉ chép sơ lược: vua Thánh Tông tiến quân vào Khâm châu để thị uy rồi rút về. Nhưng các sách Tống chép quân nhà Lý đánh vào châu Cổ Vạn, giết viên quan quản châu là Lý Duy Tân và đánh động Tư Lẫm phía tây Khâm châu.
Tiêu Chú nhân đó dâng biểu về kinh đề nghị Tống Nhân Tông nên đánh Đại Việt, nhưng các tướng coi lộ Quảng Tây là Lý Sư Trung, Tống Hàm không đồng tình, tâu lên vua Tống rằng chỉ vì Tiêu Chú ham công hiếu chiến. Do đó vua Tống lại hòa giải. 
Cùng trong năm 1059, dân Đại Việt chạy trốn tới châu Tây Bình giáp Lạng châu. Viên quan coi châu Tây Bình là Vi Duệ Chính giấu đi. Lý Thánh Tông liền sai châu mục Lạng châu là Thân Thiệu Thái mang quân từ động Giáp vào huyện Như Ngao thuộc châu Tây Bình để đòi lại dân. Tống Nhân Tông lệnh cho Ung châu mang quân ra đánh. Đô giám tuần kiểm bên Tống là Tống Sĩ Nghiêu mang quân ra chống lại quân Lý. Thân Thiệu Thái rút lui, Sĩ Nghiêu tiếp tục tiến binh, vượt qua động Giáp, bị quân Lý đón đánh, giết và bắt khá nhiều quân Tống. Sang năm 1060, Thân Thiệu Thái lại mang quân sang đất Tống, giết chết Tống Sĩ Nghiêu cùng các thuộc tướng Lý Đức Dụng, Tả Minh, Hà Nhuận, Trần Bật.
Tống Nhân Tông nghe tin, bèn sai Tiêu Cố mang quân đến Ung châu, hợp với Tống Hàm và Lý Sư Trung đánh trả. Thân Thiệu Thái từ Tây Bình tiếp tục tiến vào trại Vĩnh Bình làm chấn động Ung châu. Nhà Tống lo lắng, lệnh điểm binh, thay quân già yếu, chuẩn bị thành chiến tranh lớn. Thân Thiệu Thái vẫn tiếp tục tiến quân, bắt sống chỉ huy sứ Dương Lữ Tài (sử Việt chép là Dương Bảo Tài), nhiều dân binh và gia súc bên Tống. Vì việc này, cả viên quan coi Quế châu là Tiêu Cố và viên quan coi Ung châu là Tiêu Chú đều bị Tống Nhân Tông cách chức vì bị luận tội “không xét công việc các biên lại, để chúng sinh sự, làm hại cho quan quân”.
Năm 1060, quân Lý vẫn chưa lui. Cánh quân từ châu Tô Mậu của Đại Việt cũng tiến vào Ung châu họp với quân động Giáp. Tống Nhân Tông bèn sai Dư Tĩnh làm An phủ sứ, họp quân với Lý Sư Trung để kháng cự. Dư Tĩnh định dùng kế xúi giục Chiêm Thành đánh từ phía nam, nhưng không kịp thi hành, bèn dùng biện pháp ôn hòa để chủ động điều đình với phía Đại Việt trước, còn Lý Sư Trung đưa thư về triều kể tội Tiêu Chú “hà hiếp dân man, bắt dân tìm vàng cho riêng mình”. 
Về sự kiện này, sách Việt kiệu thư của Lý Văn Phượng chép rời rạc hơn, thành 2 sự việc. Trong đó năm 1059, nhà Lý tiến vào Ty Lẫm Quản, Khâm châu và năm 1060 thì quân Lý liên minh với lực lượng phản Tống ở Giáp Động tiến vào đánh Ung châu. Nhà Tống phải lệnh cho Tri châu là Tiêu Cố, Chuyển vận sứ Tống Hàm và Đề hình Lý Sư Trung cùng chặn đánh. Lý Thánh Tông bèn rút lui, nhà Tống cũng lệnh các cánh quân dừng lại không tham chiến và chờ sự phục tùng của Đại Việt
Lý Thánh Tông cử Phí Gia Hựu đi thương nghị với Dư Tĩnh. Dư Tĩnh tặng Gia Hựu rất hậu đề nghị trả lại Dương Lữ Tài. Tuy nhiên Lý Thánh Tông không chấp nhận thả Lữ Tài.

#### Vùng Cao Bằng
Năm 1057, tù trưởng động Lôi Hỏa (tây bắc Cao Bằng) là Nùng Tông Đán mang quân vào đánh Ung châu. Tiêu Chú muốn đánh trả, nhưng Tiêu Cố không cho, muốn chiêu dụ. Vương Hãn đồng tình, bèn gọi con Tông Đản là Nùng Nhật Tân đến dụ. Cuối cùng cả 2 cha con Tông Đản hàng Tống và nhận chức do nhà Tống phong.
Năm 1062, cha con Nùng Tông Đản lại mang động Lôi Hỏa và Kế Thành nộp cho nhà Tống và xin tới ở Lạc châu. Nhà Tống nhận đất và cho Tông Đản coi giữ 2 động cũ, đổi gọi là châu Thuận An, còn Nùng Nhật Tân ra giữ việc coi thuế ở Ung châu.
Động Lôi Hỏa của Nùng Tông Đản giáp với châu Quảng Nguyên do Lưu Kỷ cai quản. Lo sợ bị Lưu Kỷ uy hiếp, năm 1064, Tông Đản nghe theo lời dụ của viên quan coi Quế châu là Lục Sằn, nộp hết đất đang giữ cho nhà Tống và xin ở sâu trong đất Tống. Việc Tông Đản theo Tống lần đó khiến nhà Lý bị mất khá nhiều đất ở phía tây bắc châu Quảng Nguyên, gồm động Lôi Hỏa, động Kế Thành, châu Ôn Nhuận.
Lý Thánh Tông sai phò mã, châu mục Phong châu là Lê Tông Thuận đi sứ đòi Lục Sằn trả lại Nùng Tông Đán và các động. Lục Sằn tâu về triều. Tống Anh Tông mới lên ngôi, nghe lời khuyên của thừa tướng Hàn Kỳ, bèn trả lại 2 châu Lôi Hỏa và Ôn Nhuận; còn cha con Tông Đản vẫn làm quan với nhà Tống.
Năm 1073, nhà Tống phong Nùng Tông Đán làm Đô giám Quế châu, Nùng Trí Hội coi châu Quy Hóa. Cùng năm, Nùng Thiện Mỹ ở châu Ân Tình (Bắc Kạn), nghe theo lời dụ của Thẩm Khởi bên Tống, mang 700 người sang hàng Tống.
Thẩm Khởi lại dụ được Lưu Kỷ ở châu Quảng Nguyên, nhưng Tống Anh Tông ngại nhà Lý sẽ đòi lại Lưu Kỷ nên chần chừ không nhận; lại thấy Thẩm Khởi gây việc biên giới nhiều sẽ kích động Đại Việt, nên cách chức Thẩm Khởi, cho Lưu Di thay coi Quế châu.

### Cận cuộc chiến 1075-1077
Khi Tống Thần Tông lên ngôi (1067) và trọng dụng Vương An Thạch, phong làm tể tướng (1069), phe chủ chiến phía Tống thắng thế phe chủ hòa trong triều đình Bắc Tống.
Nhà Tống tăng cường quân phòng bị mặt nam, để ở Ung châu 2 đội quân, mỗi đội 5000 người, gồm 2000 người trong thành Ung và 3000 người chia nhau ra các trại Hoành Sơn, Thái Bình, Vĩnh Bình, Cổ Vạn, Thiên Lương. Tại Khâm châu có Phòng biên tuần sứ, lãnh 500 quân đóng ở các trại Như Tích và Để Trạo. Đó là số quân chính quy của triều đình, ngoài ra còn có quân địa phương như thổ đinh, động đinh.
Sau đó nhà Tống tăng thêm quân vùng biên. Tháng 12 năm 1070, sứ Đại Việt là Lý Kế Nguyên sang Tống, bị bên Tống ngăn trở không cho đến Biện Kinh, đòi phía Đại Việt trả lại số dân mà nhà Lý đã bắt.
Lưu Kỷ giữ châu Quảng Nguyên, thu dụng các thủ hạ cũ của Nùng Trí Cao là Hoàng Trọng Khanh và Lư Báo. Lưu Kỷ mang 3000 quân sang tấn công Ung châu, cha con Nùng Tiến Hội và Nùng Tiến An chống giữ, Lưu Kỷ phải lui quân về.

## Tình hình biên giới trong chiến tranh 1075-1077
Tình hình ngày càng căng thẳng, Tống Thần Tông và Vương An Thạch quyết chí đánh Đại Việt, tập trung binh lương ở Ung châu. Cuối năm 1075, Lý Thường Kiệt mang quân sang đánh vào các châu vùng biên nhà Tống như Khâm, Liêm, Ung. Sau khi hạ thành giết quân tướng bên Tống (đầu năm 1076), quân Lý rút lui chứ không chiếm đóng.
Vài tháng sau, nhà Tống sai Quách Quỳ, Triệu Tiết khởi đại quân sang đánh Đại Việt. Quân Tống chiếm được nhiều đất đai phía bắc, quân Lý rút về phòng thủ ở phòng tuyến sông Như Nguyệt (sông Cầu). Sau 1 năm giao tranh, cả hai bên đều bị thiệt hại, cuối cùng Quách Quỳ chấp nhận đề nghị “giảng hòa” của phía Đại Việt và lui quân vào tháng 2 năm 1077.
Bắc Tống không đạt được mục tiêu thôn tính Đại Việt, cũng không tiêu hủy được binh lực Đại Việt, bản thân quân Tống bị mất 8 vạn phu và 11 vạn chiến binh vì chiến trận và lam chướng, chỉ còn 28.000 người sống sót trở về. 
Sau khi rút lui, bên Tống còn chiếm đóng các châu Quảng Nguyên, Tư Lang, Tô Mậu, Môn và Quang Lang là những vùng rừng núi phía bắc.

## Tình hình biên giới sau chiến tranh 1075-1077

### Xung đột quân sự lần thứ nhất
Bị mất đất phía bắc sau cuộc chiến, nhà Lý lập tức tập trung vào việc khôi phục những vùng đất này thông qua hoạt động ngoại giao.
Trong 5 châu nhà Tống chiếm được, 2 châu Quang Lang và Quảng Nguyên là quan trọng hơn cả: Quang Lang là cổ họng của Ung châu, Quảng Nguyên nổi tiếng có nhiều vàng bạc. 
Nhà Tống rất quan tâm tới vùng nhượng địa đã thu được từ các tù trưởng miền núi về quy phục trước cuộc chiến. Vua Tống bổ nhiệm Đào Bật trấn thủ Thuận châu. Với vùng đất mới chiếm được trong chiến tranh, nhà Tống có chủ trương đưa các tội nhân đến ở châu Quảng Nguyên và tổ chức khai thác mỏ vàng bạc. Đồng thời, vua Tống cũng thực hiện thu phục nhân tâm, thưởng cho các tù trưởng theo quy phục như Nùng Huệ Đàm (cháu Thiện Mỹ).
Quang Lang là vùng thuộc Ung châu cai quản, kề với trại Vĩnh Bình. Triệu Tiết rút về trông giữ Quế châu, thấy tình hình yên ổn trở lại, bèn rút bớt chi phí phòng thủ Quang Lang.
Khi Quách Quỳ rút quân khỏi Lạng châu, Lý Thường Kiệt cho quân theo sát, tiến lên đóng giữ động Giáp. Thấy Quang Lang không phòng bị chặt chẽ, Lý Thường Kiệt thúc quân đánh úp chiếm lại Quang Lang. Tri huyện Hồ Thanh và Tuần phòng Trần Tung của nhà Tống đều bỏ chạy (sang năm 1078 hai viên này bị kết tội xử chém).
Nhân đà thắng lợi, quân Lý tiến lên chiếm lại 2 châu Tô Mậu và Môn.
Châu Quảng Nguyên có trọng binh nhà Tống đóng giữ nên quân Lý chưa thể xâm nhập. Lý Thường Kiệt từng phao tin tiến đánh Quảng Nguyên để thử quân Tống nhưng tướng Đào Bật vẫn khá điềm tĩnh phòng thủ, vì vậy quân Lý vẫn dừng lại chưa tiến tiếp.
Dùng quân sự không đạt kết quả, nhà Lý quay sang biện pháp ngoại giao.

### Hoạt động ngoại giao lần thứ nhất
Ngay tháng 7 năm 1077, Lý Nhân Tông sai Lý Kế Nguyên đến biên giới cùng các quan nhà Tống bàn việc biên giới. Lý Kế Nguyên đưa biểu của Nhân Tông lên vua Tống, nhưng vì biểu nhà Lý dùng chữ húy của nhà Tống không kiêng tránh, nên Triệu Tiết không chịu nhận và tâu về với Tống Thần Tông. Tuy nhiên, vua Tống không phản đối, lệnh cho Triệu Tiết cứ thu biểu của Đại Việt chuyển về kinh đô Khai Phong.
Sang đầu năm 1078, Lý Nhân Tông cử Đào Tông Nguyên đi sứ. Đào Tông Nguyên mang theo 5 con voi cùng tấu biểu của nhà Lý, với nội dung xin lại các đất Quảng Nguyên và Quang Lang. Trong khi sứ đoàn Đại Việt đi từ Quảng Tây lên Biện Kinh, phía Tống vẫn sợ nhà Lý sẽ đánh phá vùng biên, nên Triệu Tiết vẫn xin thêm quân và mua thêm ngựa phòng thủ. Tháng 6, sứ bộ Đại Việt đến Hồ Bắc, viên chuyển vận sứ tại đó không đủ quân hộ tống, phải bỏ tiền thuê phu dắt voi. 
Ngày 2 tháng 9 năm 1078, đoàn Đào Tông Nguyên đến Biện Kinh. Ông chuyển thông điệp của Lý Nhân Tông: Đại Việt sẽ trả lại hơn 1000 người Tống mà quân Đại Việt đã bắt trong trận Ung châu, đồng thời đề nghị phía Tống trả lại đất. Tống Thần Tông ra điều kiện mới, yêu cầu Đại Việt xử tội các tướng lĩnh gây chiến (nhằm vào Lý Thường Kiệt). Nhưng sau đó Lý Nhân Tông trả lời từ chối yêu cầu này.
Nhà Tống còn có khó khăn ở phía bắc với nước Liêu, vì vậy tháng 8 năm 1078 đã điều Triệu Tiết lên phía bắc trấn thủ Thái Nguyên, cử Tăng Bố ra thay. Tại Quảng Nguyên phía nam, tình hình quân Tống càng khó khăn về nhân sự. Nhiều quân Tống bị dịch bệnh, trong đó có Đào Bật. Tới tháng 10 Đào Bật mất, Tống Thần Tông cử Trương Chi Gián ra thay.

### Xung đột quân sự lần thứ hai
Thấy Tống không trả đất, Lý Thường Kiệt lại giục các tù trưởng ở vùng biên là Nùng Trí Xuân (giữ động Cung Khuyết) và Ma Thuận Phúc (giữ động Vũ Lăng ở Bắc Cạn) đánh phá Thuận châu vào đầu năm 1079. Các tù trưởng trung thành với Tống là Linh Sùng Khái (giữ châu Cát Lộng phía bắc Cao Bằng) và Nùng Trí Hội từ châu Quy Hóa mang 2000 quân đến cứu Thuận châu.
Quân Nùng Trí Xuân và Ma Thuận Phúc bại trận. Trí Xuân chạy xuống phía nam cầu viện nhà Lý. Khi viện binh chưa ra, Trí Xuân trở lại thì bị Hoàng An Cao giữ Đống châu giết, gia đình và thuộc hạ đều bị bắt. Tới tháng 7 năm 1079, Ma Thuận Phúc và Hoàng Phu cùng bị bắt. Lý Thường Kiệt không muốn gây chiến lớn nên phải bỏ chiến sự vùng biên.

### Nỗ lực ngoại giao lần thứ hai
Phía Tống tuy thắng trận nhưng bệnh dịch vẫn khiến Tống mất nhiều tướng lĩnh, quan lại ở Quảng Nguyên: Vương Cảnh Nhân, Dương Nguyên Khanh, Lưu Tử Dân, Trương Thuật, Ngô Hạo đều bị sốt rét mà chết; về quân lính, mỗi năm cắt 3000 thì bị chết 5-6 phần. Vì vậy cuối cùng Tống Thần Tông chấp nhận đề nghị của Lý Nhân Tông: cho Đại Việt trả tù binh Tống để nhận lại đất Tống chiếm.
Nắm được cơ hội đó, Lý Thường Kiệt đưa một số tù binh Tống bị bắt đã đưa vào Nghệ An trở ra bắc, mang trả lại nhà Tống. Các tù binh bị bắt đều đã bị thích chữ vào mặt và tay. Để giữ bí mật, ông lệnh để hơn 200 tù nhân trong những thuyền trát bùn kín, bên trong thắp đuốc liên tục khiến những người ngồi trong thuyền không biết lúc nào là ngày, lúc nào là đêm và không thấy được đường xá đi ra sao. Mỗi ngày chỉ cho thuyền đi khoảng 10-20 dặm rồi dừng lại, rồi quân lính bên ngoài giả đánh trống cầm canh. Vì vậy người ngồi trong thuyền tưởng đi trong vài tháng mới tới nơi. 
Đến tháng 10 năm 1079, Đại Việt chính thức trao trả hơn 200 tù nhân này về bên Tống. Tuy không đủ số 1000 người như phía Đại Việt hẹn ban đầu, nhưng Tống Thần Tông vẫn chấp nhận, hạ lệnh nhận tù nhân và trả lại Thuận châu. Tuy trong chiếu của vua Tống chỉ nhắc tới Thuận châu nhưng trên thực tế nhà Tống đã trả lại 4 châu 1 huyện đã chiếm của Đại Việt: Quảng Nguyên, Tư Lang, Môn, Tô Mậu và Quang Lang.
Tuy vua Tống trả đất nhưng một số quan lại phía Tống vẫn cố vớt vát lại vài phần đất: hiểu chủ trương của Tống Thần Tông, trước khi vua Tống chính thức ra chiếu trả đất, họ đã đề nghị tách lại đất vốn thuộc Ung châu mà mới nhập vào Thuận châu như động Cống, đồng thời dời bớt dân ở đất sẽ mang trả Thuận châu vào sâu trong nội địa Trung Quốc, đi đến Giang châu, Điền châu, Đống châu.
Một số nhân sĩ Trung Quốc đương thời không bằng lòng với việc Tống Thần Tông trả đất cho Đại Việt, cho rằng vì vua Tống tham voi mà Đào Tông Nguyên đưa sang cống năm trước nên mới trả đất, đã đặt ra 2 câu thơ chế nhạo nhà Tống:
Nhân tham Giao Chỉ tượng
Khước thất Quảng Nguyên kim
(vì tham voi Giao Chỉ
Bỏ mất vàng Quảng Nguyên)
Các nhân sĩ này không hiểu được rằng Tống Thần Tông thấy không thể giữ được đất đó mới trả lại cho Đại Việt.

### Đấu tranh đòi thêm đất của nhà Lý

#### Hội nghị Vĩnh Bình
Sau khi Tống trả lại 4 châu 1 huyện, quan hệ hai bên lại thân thiện, thậm chí phía Tống có ý nhún để giữ quan hệ hòa bình với Đại Việt: năm 1081, đoàn sứ Đại Việt sang Tống thừa tới 56 người nhưng vua Tống vẫn chấp thuận cho tất cả vào kinh; ngoài biên giới, một số quan lại từng kết oán với Đại Việt đều được đổi đi thay người khác. Nguyên nhân vì không những lo về nước Liêu, Tống còn vừa bại trận trước Tây Hạ.
Nhân thời cơ này, Lý Thường Kiệt lại thúc đẩy việc tiếp tục đòi đất biên giới là Vật Dương và Vật Ác mà các tù trưởng đã mang nộp cho nhà Tống trước chiến tranh. Động Vật Ác do Nùng Tông Đán mang cùng các động Lôi Hỏa, Kế Thành và Ôn Nhuận nộp nhà Tống năm 1057, nhà Tống đổi gọi các động đó là châu Thuận An. Động Vật Dương do Nùng Trí Hội (dòng dõi Nùng Dân Phú) mang theo Tống năm 1064 và Tống đổi thành châu Quy Hóa. Hai châu này đều ở phía tây bắc Cao Bằng.
Tháng 6 năm 1082, Lý Nhân Tông lại cử sứ bộ mang 50 sừng tê và 50 ngà voi sang triều cống nhà Tống để đòi lại số dân vốn thuộc châu Quảng Nguyên mà nhà Tống đã dời vào sâu trong nội địa. Tống Thần Tông từ chối. Không những thế phía Tống còn đòi nhà Lý trả nốt tù binh bị bắt ở Ung, Khâm, Liêm chưa trả hết. Nhà Lý cũng từ chối. Vì vậy hai bên lại căng thẳng.
Tháng 9 năm 1082, Lý Thường Kiệt sai châu mục châu Thượng Nguyên là Dương Thọ Văn mang quân truy bắt Nùng Trí Hội, tiến đến châu Quy Hóa vào trong đất do nhà Tống quản lý. Trấn thủ Quảng Tây của nhà Tống là Hùng Bản đưa thư trách Lý Nhân Tông. Lý Nhân Tông bèn tạ lỗi và lui quân, nhưng vẫn đề nghị phía Tống trả Vật Dương và Vật Ác. Hai bên bắt đầu đàm phán về vấn đề này.
Tháng 6 năm 1083, Hùng Bản sai Thành Trạc và Đặng Khuyết đi gặp Đào Tông Nguyên ở hội nghị Vĩnh Bình. Do thái độ hai bên đều căng, Đào Tông Nguyên bỏ hội nghị ra về.
Tháng 6 năm 1084, Lý Nhân Tông cử Lang trung bộ Binh là Lê Văn Thịnh và Nguyễn Bội đi dự hội nghị Vĩnh Bình thứ hai với Thành Trạc. Lê Văn Thịnh biện luận rõ về 2 châu Quy Hóa và Thuận An (hai động Vật Dương và Vật Ác) vốn thuộc Đại Việt và đòi trả lại. Vì biết tranh cãi với Thành Trạc sẽ không có kết quả, ông gửi thư cho Hùng Bản, tỏ ý không đồng tình với chủ trương của Thành Trạc muốn vạch biên giới phía nam bằng 18 huyện (Thượng Điện, Hạ Lôi, Ôn Nhuận, Anh Dao, Vật Dương, Vật Ác, Kế Thành, Cống, Lục, Tần, Nhâm, Động, Cảnh, Tư, Kỳ, Kỷ), vì những đất mà họ Nùng mang nộp đều vốn thuộc Quảng Nguyên (đã được trả về Đại Việt).
Theo Hoàng Xuân Hãn, Thành Trạc tự ý xuyên tạc hoặc không hiểu ý của Lê Văn Thịnh, nên đã tâu về rằng Văn Thịnh không đòi Vật Dương và Vật Ác nữa. Trong sử cũ của Việt Nam chép việc này quá vắn tắt và không đầy đủ, chỉ thuật lại 1 câu nói của Lê Văn Thịnh được Thành Trạc tâu về: “Bồi thần không dám tranh chấp”.
Dù sau đó Hùng Bản đã nhận được thư và biết chủ ý của Lê Văn Thịnh để tâu về, nhưng vì đường tới Biện Kinh xa xôi, giấy tờ đi lại mất hàng tháng, vì thế chiếu cuối cùng của Tống Thần Tông ban ra tháng 8 âm lịch năm 1084 dựa theo lời của Thành Trạc tâu trước đó, cho rằng Lê Văn Thịnh và Lý Nhân Tông không đòi Vật Dương và Vật Ác nữa. Do đó vua Tống quyết định chỉ mang 6 huyện Bảo Lạc, Luyện, Miêu, Đinh, Phỏng, Cận và hai động Túc, Tang ở ngoài ải Khấu Nhạc trả lại cho Đại Việt, còn hai châu Thuận An, Quy Hóa thì không trả lại. 
Tuy kết quả hội nghị Vĩnh Bình thứ hai không đạt được như mong muốn của nhà Lý, nhưng được các sử gia coi là một mốc quan trọng trong lịch sử: lần đầu tiên từ sau sự sụp đổ của đế chế Đường, biên giới giữa Đại Việt và Trung Hoa được xác định một cách cụ thể.

#### Nỗ lực đòi Vật Dương, Vật Ác
Không lâu sau khi chia biên giới với nhà Lý, Tống Thần Tông chết. Tống Triết Tông lên nối ngôi, Cao thái hậu nhiếp chính. Nhà Tống trọng dụng phe Tư Mã Quang, muốn xóa bỏ những sự việc mà Vương An Thạch đã làm nên dưới thời Tống Thần Tông.
Nhà Lý không bằng lòng với việc nhà Tống chỉ trả vài huyện và động nhỏ, nên viết thư sang lại đòi 2 động Vật Dương và Vật Ác. Tháng 6 năm 1085, nhà Tống có thư trả lời khước từ, nói phải theo ý của vua trước Tống Thần Tông.
Tháng 8 năm 1085, ở vùng biên lại xảy ra tranh chấp. Cha con Lương Hiển Trí mang quân đánh Nùng Thuận Thanh ở động Nhâm. Viên quan coi châu Quảng Nguyên nhà Lý là Dương Cảnh Thông liên kết với Nùng Thuận Thanh, sai Đàm An mang quân sang đánh vào đất Tống. Ngay mùng 2 Tết âm lịch năm 1086, vua Tống gửi thư cho Ty kinh lược Quảng Tây yêu cầu tra xét và gửi thư trách vua Lý. Lý Nhân Tông viết thư trả lời, nhắc lại sự việc nhà Tống trả 6 huyện 2 động nhỏ năm 1084, nói rằng đó không phải là đất đã xin, mà đất xin là Vật Dương và Vật Ác. Nhà Tống viết thư đáp lại, với lý lẽ Vật Dương và Vật Ác đã về Tống từ lâu, trong cuộc chiến 1075-1077 không có tranh giành với đất đó, nên Tống không trả.
Sợ rằng lời từ chối đó khiến Đại Việt tức giận sẽ động binh tiếp sau khi sứ bộ Đại Việt sang mừng vua Tống lên ngôi trở về, nhà Tống phải tăng thêm quân phòng bị biên giới, điều đạo quân thứ 18 ở Đàm châu xuống Quế châu, quân Hồ Nam xuống Quảng Tây còn quân kinh thành thì xuống đóng ở Hồ Nam.
Đoàn sứ Đại Việt do chánh sứ Lê Chung và phó sứ Đỗ Anh Bối đứng đầu, tới Quảng Tây gặp Thành Trạc. Lê Chung xin được ghi lại lời thư của Lê Văn Thịnh gửi Hùng Bản trước đây để mang về cho Lý Nhân Tông xem. Thành Trạc chấp nhận thỉnh cầu của Lê Chung và tâu về Khai Phong, nhà Tống biết ý nhà Lý vẫn muốn đòi đất cũ.
Tháng 4 năm 1087, sứ bộ Đại Việt đến Khai Phong. Không thấy sử cũ chép việc Lê Chung đề nghị trả đất. Tống Triết Tông phong chức cho cả Lê Chung (viên ngoại lang Lại Bộ), Đỗ Anh Bối (Tây Kinh tả tàng khố phó sứ) và Lý Nhân Tông (từ Giao Chỉ quận vương lên Nam Bình vương); đồng thời hạch tội và cách chức Hùng Bản cùng Thành Trạc do đã đề nghị vua cũ Tống Thần Tông trả 6 huyện 2 động cho Đại Việt năm 1084. Đối với Hùng Bản, lý do là “khi coi Quế châu đã phân hoạch địa giới không đúng”, còn với Thành Trạc vì “bảo lãnh cho Giao Chỉ biện chính việc biên giới và tự tiện đưa thư của Lê Văn Thịnh cho Lê Chung”
Sau khi sứ bộ Đại Việt trở về, nhà Tống tiếp tục điều quân phòng bị biên giới. Lý Nhân Tông nhân việc đó viết thư sang Tống tỏ ý lo ngại quân Tống đe dọa lãnh thổ mình và lại đòi hai động Vật Dương, Vật Ác lần nữa. Tháng 8 năm 1088, nhà Tống viết thư trả lời, giữ quan điểm từ chối đề nghị của Đại Việt.
Như vậy nhà Lý đã kiên trì đòi Vật Dương và Vật Ác 6 lần trong hơn 10 năm từ khi kết thúc chiến tranh (1077), nhưng đều bị từ chối. Từ đó vấn đề Vật Dương, Vật Ác không còn được nhắc tới. Năm 1093, Cao thái hậu mất, Tống Triết Tông tự cầm quyền nhưng chính quyền bị đánh giá là nhu nhược, các phe phái tranh đấu quyết liệt, bên ngoài bị Tây Hạ đe dọa. Tuy nhiên, nhà Lý không nhân cơ hội đó tiếp tục việc đòi đất. Lý Nhân Tông đã trưởng thành và tự cầm quyền, Lý Thường Kiệt được điều vào Thanh Hóa trông coi phía nam, do đó ảnh hưởng của ông với triều đình cũng không còn như trước. 
Quan hệ ngoại giao giữa Lý và Tống trở lại bình thường. Sử gia Hoàng Xuân Hãn lấy làm tiếc vì sau đó nhà Tống bị nhà Kim lấn lướt ở phía bắc, phải co về Giang Nam, thế lực suy nhược, nhưng các vua Lý vẫn không tận dụng thời cơ đó để mở rộng cương thổ phía bắc.